# Barbro Svinhufvud
Dagmar Barbro Margareta Svinhufvud, född Adams-Ray den 7 september 1909 i Stockholm, död 22 juli 1991 i Djursholm, var en svensk mediechef.

## Biografi
Barbro Svinhufvud var dotter till språkläraren Edward Adams-Ray och Dagmar Sandberg, syster till Jack och Bride Adams-Ray samt faster till Kersti Adams-Ray. 
Efter avlagd filosofisk ämbetsexamen vid Stockholms högskola 1937 arbetade Svinhufvud som lärare i Stockholm 1937–1939, och medverkade samtidigt vid Sveriges Radio 1935–1940. Hon anställdes där 1941 och blev chef för barnprogramsektionen 1953. Hon flyttade senare över till TV, där hon var planeringschef 1961–1963 och från 1964 utlandschef fram till 1969. Hon återvände då till Sveriges Radio och blev direktör för radions utlandsprogram och som första kvinna  medlem av Sveriges Radios direktion. 
Vid sidan av sin programverksamhet hade Svinhufvud ett stort engagemang för barnböcker, av vilka hon själv bidrog med Leksaksgarderoben (1947) och Kisse Py berättar: en kattunge berättar om sina upplevelser på en bondgård (1955). Hon gjorde därtill en lång rad sammanställningar av sagor och andra berättelser.
Barbro Svinhufvud är gravsatt på Gothems kyrkogård.

## Teater

### Roller
| År   | Roll                 | Produktion                                          | Regi           | Teater                                             |
| ---- | -------------------- | --------------------------------------------------- | -------------- | -------------------------------------------------- |
| 1931 | Grevinnan Vorontzoff | Lilla Katarina (La Petite Catherine) Alfred Savoir  | Ernst Eklund   | Komediteatern                                      |
| 1932 |                      | Under strecket Sven Stolpe                          | Werner Grütter | Stockholms studentteater Gästspel på Lilla Teatern |
| 1932 |                      | Hamlets bröllop (Le Marriage d’Hamlet) Jean Sarment | Arne Lydén     | Stockholms studentteater Gästspel på Lilla Teatern |